# 阿爾米蘭特區
阿爾米蘭特區（西班牙語：Distrito de Almirante），是巴拿馬的一個行政區，位於該國西北部，由博卡斯德爾托羅省負責管轄，在2015年6月8日建立，自錢吉諾拉區分出。